# Kästner
Kästner oder Kaestner ist ein deutscher Familienname.

## Herkunft und Bedeutung
Kästner ist eine Berufsname und eine Variante des Familiennamens Kastner.

## Varianten
- Kestner

## Namensträger
- Abraham Gotthelf Kästner (1719–1800), deutscher Mathematiker
- Alexander Kästner (* 1975), deutscher Politiker (BSW, ehemals CDU)
- Alfred Kästner (1882–1945), deutscher Parteifunktionär (KPD) und Widerstandskämpfer
- Alfred Kaestner (1901–1971), deutscher Zoologe, Hochschullehrer und Autor
- Arnd Kaestner (* 1961), deutscher Maler und Installationskünstler
- Arndt Kästner (* 1936), deutscher Botaniker und Hochschullehrer
- Detlef Kästner (* 1958), deutscher Boxer
- Erhart Kästner (1904–1974), deutscher Schriftsteller
- Erich Kästner (1899–1974), deutscher Schriftsteller, Drehbuchautor und Kabarettist
- Erich Kästner (Soldat) (1900–2008), deutscher Soldat und Jurist
- Erich Kästner (Konstrukteur) (1911–2005), deutscher Konstrukteur
- Florian Kästner (* 1998), deutscher Fußballtrainer
- Friedrich Kästner (1855–1924), deutscher Porzellan-Fabrikant
- Günter Kästner (Heimatforscher) (1932–2022), deutscher Heimatforscher und Fotograf
- Günter Kästner (Judoka), deutscher Judoka, DDR-Judomeister von 1950 bis 1954
- Hannes Kästner (1929–1993), deutscher Organist und Cembalist
- Hans Kästner (Maler) (1895–1962), deutscher Maler, Zeichner und Restaurator
- Hans Kästner (Apotheker) (1904–1985), deutscher Apotheker und Unternehmer
- Hans Kästner (Geologe) (* 1936), deutscher Geologe
- Helga Kästner (1935–2025), deutsche Heimatforscherin
- Herbert Kästner (* 1936), deutscher Mathematiker, Autor, Herausgeber und Bibliophiler
- Hermann Kästner (1914–?); deutscher Fußballspieler und -trainer
- Ingrid Kästner (* 1942), deutsche Medizinhistorikerin und Hochschullehrerin
- Jan Kästner (* 1986), deutscher Handballspieler
- Johann Friedrich Kästner (1749–1812), Pagenhofmeister in Weimar
- Johannes Kästner (* 1978), österreichischer Chemiker
- Julie von Kästner (1852–1937), deutsche Pädagogin und Frauenrechtlerin
- Karl-Hermann Kästner (* 1946), deutscher Rechtswissenschaftler
- Kurt Wilhelm-Kästner (1893–1976), deutscher Kunsthistoriker und Hochschullehrer
- Markus Kästner (* 1980), deutscher Ingenieur und Hochschullehrer
- Max Kästner (1874–1959), deutscher Lehrer, Heimatforscher und Naturschützer
- Otto Kästner (Notar) (1840–1912), deutscher Rechtsanwalt, Notar und Politiker
- Otto Kästner (Boxer) (1909–2002), deutscher Amateurboxer
- Paul Kaestner (1876–1936), deutscher Jurist, Ministerialdirektor und Kirchenliederdichter
- Pia Kästner (* 1998), deutsche Volleyballspielerin
- Sabine Kästner (* 1963), deutsche Tiermedizinerin, Anästhesistin und Hochschullehrerin
- Theodor Kästner (1835–1900), deutscher Baumeister und Politiker
- Thomas Kästner (* 1942), deutscher Schauspieler und Synchronsprecher
- Ursula Kästner (* 1951), deutsche Klassische Archäologin
- Uwe Kaestner (* 1939), deutscher Diplomat
- Viktor Kästner (1826–1857), siebenbürgisch-sächsischer Mundartdichter
- Volker Kästner (* 1949), deutscher Klassischer Archäologe
- Walter Kaestner (1912–2005), deutscher Philologe, Anglist, Germanist und Slavist
- Wilhelm Kästner (1888–1974), deutscher Jurist und Politiker (DDP, Wirtschaftspartei, NSDAP)
- Wolfgang Kaestner (1877–1945), deutscher Verwaltungsbeamter